# Fortress (альбом)
Fortress третій студійний альбом канадської групи Protest the Hero, який вийшов 29 січня 2008 року.

## Треклист
1. Bloodmeat — 3:54
2. The Dissentience — 4:23
3. Bone Marrow — 5:30
4. Sequoia Throne — 3:11
5. Palms Read — 5:06
6. Limb from Limb — 4:22
7. Spoils — 3:43
8. Wretch — 4:12
9. Goddess Bound — 3:35
10. Goddess Gagged — 3:14